# Горенє Єсениці
Горенє Єсениці (словен. Gorenje Jesenice) — поселення в общині Шентруперт, регіон Південно-Східна Словенія, Словенія.